# Садикеж (Маковський повіт)
Садикеж (пол. Sadykierz) — село в Польщі, у гміні Млинаже Маковського повіту Мазовецького воєводства.
Населення — 163 особи (2011).
У 1975-1998 роках село належало до Остроленцького воєводства.

## Демографія
Демографічна структура станом на 31 березня 2011 року:
|          | Загалом | Допрацездатний вік | Працездатний вік | Постпрацездатний вік |
| -------- | ------- | ------------------ | ---------------- | -------------------- |
| Чоловіки | 81      | 22                 | 49               | 10                   |
| Жінки    | 82      | 19                 | 44               | 19                   |
| Разом    | 163     | 41                 | 93               | 29                   |